# Boone County, Illinois
Boone County är ett administrativt område i delstaten Illinois i USA, med 54 165 invånare. Den administrativa huvudorten (county seat) är Belvidere.

## Politik
Boone County tenderar att rösta på republikanerna i politiska val.
Republikanernas kandidat har vunnit rösterna i countyt i samtliga presidentval sedan valet 1916 utom valet 2008 då demokraternas kandidat Barack Obama vann countyt med 51 procent av rösterna. I valet 2016 vann republikanernas kandidat Donald Trump med 53,4 procent av rösterna mot 39,1 för demokraternas kandidat.

## Geografi
Enligt United States Census Bureau har countyt en total area på 730 km². 728 km² av den arean är land och 2 km² är vatten.

### Angränsande countyn
- Rock County, Wisconsin - nord
- Walworth County, Wisconsin - nordost
- McHenry County - öst
- DeKalb County - syd
- Ogle County - sydväst
- Winnebago County - väst

### Orter
- Belvidere (huvudort)
- Poplar Grove
- Loves Park (delvis i Winnebago County)